# Залізничний транспорт острова Мен

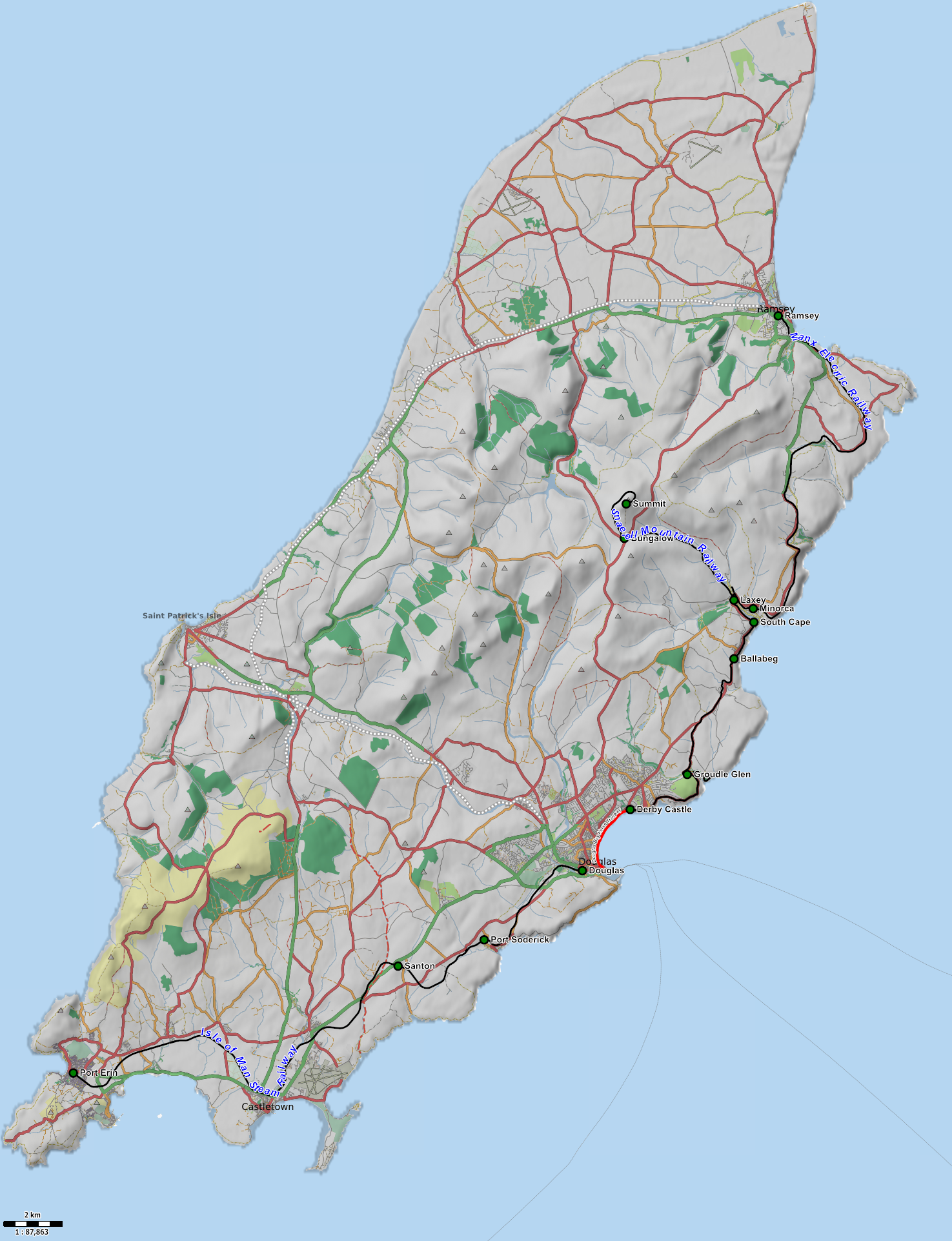
Сучасна схема основних залізниць на острові Мен.

На острові Мен зберігся великий транспортний спадок і найбільша мережа вузькоколійних залізниць на Британських островах. Діє декілька історичних залізниць і трамвайних ліній Вікторіанської епохи. Здебільшого мережа будувалася за так званим стандартом «Manx Standard Gauge», що має ширину колії 914 мм. Загальна довжина таких ліній близько 105 кілометрів. В населеному пункті Порт-Ерін знаходиться залізничний музей. Залізниця з паровою тягою на півдні острова, електрифікована лінія на півночі, та гірська на верхівку единої гори належать державі і називаються «Isle Of Man Railways», що є структурним підрозділом острівного Департаменту туризму та відпочинку.
Лінії в Гроудл Глен і Лаксі приватні. Вони були збудовані як промислові. а зараз виконують тільки розважальні перевезення.

## Лінії
На острові Мен існують наступні залізниці:
- Залізниця острова Мен, з 1873, 3’0" (914 мм)
- Дугласький конний трамвай, з 1876, 3’0" (914 мм)
- Снефельська гірська залізниця[en], з 1895, 3’6" (1067 мм)
- Електричний трамвай острова Мен[en] (Manx Electric Railway), з 1893, 3’0" (914 мм)
- Історична залізниця Гроудл Глен[en]  (Groudle Glen Railway), з 1896, 2’0" (610 мм)
- Історична залізниця Лаксі[en] (Great Laxey Mine Railway) з 1877, 19" (550 мм)
- The Orchid Line, з 1992, різна ширина колії,

### Колишні
- Upper Douglas Cable Tramway, до 1929, 3’0" (914 мм)
- Douglas Southern Electric Tramway, до 1939, 4'8" (1422 мм)